# Погачар, Янез Златоуст
Янез Златоуст Погачар (словен. Janez Zlatoust Pogačar; 22.01.1811 г., Австро-Венгрия — 25.01.1884 г., Любляна, Австро-Венгрия) — епископ Любляны с 10 августа 1875 года по 25 января 1884 год.

## Биография
После получения богословского образования Янез Златоуст Погачар 27 июля 1834 года был рукоположён в диакона, на следующий день 28 июля его рукоположили в священника. Преподавал догматику, педагогику, Священное Писание и метафизику в Любляне.
10 августа 1875 года Римский папа Пий IX назначил Янеза Златоуста Погачара епископом Любляны. 5 сентября 1875 года состоялось рукоположение Янеза Златоуста Погачара в епископа, которое совершил архиепископ Гориции и Градиски Андреас Голмайр.
По инициативе Янеза Златоуста Погачара стал издаваться первый словенский религиозный журнал «Slovenski verski časopis». Был одним из основателей словенского культурного общества «Словенска матица». Вместе с писателем Франом Левстиком и лингвистом Максом Плетершником участвовал в издании словенско-немецкого словаря.
Скончался 25 января 1884 года в Любляне.